# Tir à l'arc aux Jeux panaméricains de 2019
Navigation
2015
Les compétitions de tir à l'arc aux Jeux panaméricains de 2019 ont lieu du 7 au 11 août 2019 à Lima, au Pérou.

## Médaillés

### Arc classique
| Individuel hommes  | Crispin Duenas (CAN)                                     | Marcus D'Almeida (BRA)                               | Eric Peters (CAN)                                      |  |  |  |
| Par équipes hommes | Canada Crispin Duenas Brian Maxwell Eric Peters          | Chili Andrés Aguilar Juan Painevil Ricardo Soto      | États-Unis Brady Ellison Thomas Stanwood Jack Williams |  |  |  |
|                    |                                                          |                                                      |                                                        |  |  |  |
| Individuel femmes  | Alejandra Valencia (MEX)                                 | Khatuna Lorig (USA)                                  | Casey Kaufhold (USA)                                   |  |  |  |
| Par équipes femmes | États-Unis Casey Kaufhold Khatuna Lorig Erin Mickelberry | Mexique Mariana Avitia Aída Román Alejandra Valencia | Colombie Valentina Acosta Ana Rendón Maira Sepúlveda   |  |  |  |
|                    |                                                          |                                                      |                                                        |  |  |  |
| Par équipes mixte  | États-Unis Casey Kaufhold Brady Ellison                  | Colombie Ana Rendón Daniel Pineda                    | Mexique Alejandra Valencia Ángel Alvarado              |  |  |  |

### Arc à poulies
| Individuel hommes | Roberto Hernández (ESA)                 | Braden Gellenthien (USA)             | Daniel Muñoz Pérez (COL)               |  |  |  |
|                   |                                         |                                      |                                        |  |  |  |
| Individuel femmes | Sara López (COL)                        | Andrea Becerra (MEX)                 | Paige Pearce (USA)                     |  |  |  |
|                   |                                         |                                      |                                        |  |  |  |
| Par équipes mixte | Argentine María González Ivan Nikolajuk | Guatemala María Zebadúa José del Cid | Colombie Sara López Daniel Muñoz Pérez |  |  |  |

## Tableau des médailles
| Rang  | Nation     | Or | Argent | Bronze | Total |
| ----- | ---------- | -- | ------ | ------ | ----- |
| 1     | États-Unis | 2  | 2      | 3      | 7     |
| 2     | Canada     | 2  | 0      | 1      | 3     |
| 3     | Mexique    | 1  | 2      | 1      | 4     |
| 4     | Colombie   | 1  | 1      | 3      | 5     |
| 5     | Argentine  | 1  | 0      | 0      | 1     |
| 5     | Salvador   | 1  | 0      | 0      | 1     |
| 7     | Brésil     | 0  | 1      | 0      | 1     |
| 7     | Chili      | 0  | 1      | 0      | 1     |
| 7     | Guatemala  | 0  | 1      | 0      | 1     |
| Total | Total      | 8  | 8      | 8      | 24    |